# Chamaeanthus brachystachys
Chamaeanthus brachystachys är en orkidéart som beskrevs av Rudolf Schlechter. Chamaeanthus brachystachys ingår i släktet Chamaeanthus och familjen orkidéer. Inga underarter finns listade i Catalogue of Life.